# Jaz Hoyt
Jaz Hoyt è uno dei personaggi della serie TV statunitense Oz, interpretato dall'attore e musicista Evan Seinfeld, ex membro dei Biohazard.

## Storia del personaggio
Jaz Hoyt è il detenuto numero 98H432. Condannato il 12 agosto del 1998, per aggressione aggravata di primo grado, ad otto anni di carcere con possibilità di vigilata non prima di quattro. In seguito ha confessato cinque omicidi di primo grado ed è stato condannato a morte. Sentenza poi mutata dopo che è stato dichiarato infermo.
Hoyt è cresciuto in una ricca famiglia adottiva. La sua madre biologica lo abbandonò all'orfanotrofio, mentre il suo vero padre moriva in prigione. Sin da bambino dimostrava disturbi sociopatici in quanto torturava e uccideva animali. I genitori adottivi hanno fatto il possibile per lui e Hoyt alla fine si è dipolomato alla Philips Exeter, per poi abbandonare Harvard.
Fu allora che è diventato membro della banda dei centauri. Mentre stava noleggiando dei film, il commesso lo stava ignorando e Hoyt ha iniziato a colpirlo violentemente con le videocassette.

### Stagione 2
Una volta entrato ad Oz, diventa subito il capo dei centauri, nonché il loro rappresentante al consiglio del Paradiso. Lavorando alla posta, Hoyt apre la lettera indirizzata a Bob Rebadow, scoprendo che il nipote ha la leucemia e che vorrebbe andare a Disneyland. Così propone agli altri detenuti di fare una colletta per il piccolo.

### Stagione 3
Hoyt inizia ad approfittare del lavoro alla posta per i suoi affari personali, fregandosene dell'avvertimento di Vern Schillinger. Questo crea un po' di tensione tra i due, che prima erano amici. Ryan O'Reily approfitta della situazione e aizza Hoyt contro Schillinger, poiché Hoyt fa passare un tirapugni in ottone e Schillinger lo fa togliere dal servizio di posta. Hoyt tenta di uccidere il capo degli ariani in palestra, ma l'intervento degli AC vanifica il tentativo e Jaz viene messo in buca.

### Stagione 4
Hoyt è ancora alleato con gli ariani, ma ha comunque i propri piani. Uccide su commissione Ralph Galino, e viene aperto un caso. Stanislofsky tenta di convincerlo ad uccidere Ryan O'Reily, ma Hoyt si rifiuta e qualche tempo dopo attacca proprio il russo affinché possa impossessarsi del cellulare, finendo però in buca. Reintegrato nel Paradiso, Hoyt aiuta Robson a trovare un modo per uccidere Kareem Said. Inoltre tenta di intimidire il reverendo Cloutier, poiché sta sortendo un effetto malevolo su Schillinger. Insieme a Kirk murano vivo il religioso nella cucina.

### Stagione 5
Jaz viene messo in isolamento, ma quando ritorna in Paradiso viene attaccato da uno dei centauri. Hoyt vuole vendicarsi ma viene rispedito in buca, dove ha una visione di Cloutier. Nella visione il reverendo gli dice di uccidere Kirk o lo avrebbe perseguitato a vita, così Hoyt atterra l'irlandese e lo trafigge con il crocifisso della parrocchia. Nonostante il tentato omicidio di Kirk, Hoyt non riesce a liberarsi delle visioni di Cloutier e quindi confessa una serie di omicidi. Hoyt viene poi convinto dal direttore Leo Glynn a testimoniare, insieme ad uno dei byker, contro Kirk per mandarlo nel braccio della morte.

### Stagione 6
In seguito alla morte di Kirk, Hoyt comincia ad avere visioni di demoni e viene giudicato pazzo; così evita la pena di morte e viene inviato nel reparto psichiatrico di Oz, in attesa di essere trasferito al Connelly Institute. Nel frattempo vengono contattati i genitori adottivi di Hoyt e la madre biologica, che lo aiuta a ristabilire la sua salute mentale. A causa delle informazioni fornite da Hoyt, quest'ultimo viene accoltellato più volte allo stomaco, nel suo letto d'ospedale, e ucciso da un altro centauro.